# Селянська війна в Китаї 874—884
Селянська війна ІХ ст. в Китаї (874–884) — повстання, що охопило значну частину Китаю наприкінці правління династії Тан (618-907). В радянській та китайській історіографії - це неорганізований стихійний виступ селянських мас, що не мали чіткого плану, ні ясних цілей боротьби, ні генеральної програми суспільної перебудови країни. За оцінкою західних істориків - це антиурядовий заколот китайської кримінальної еліти. Керівниками війни були Хуан Чао та Ван Сяньчжи. 

## Причини селянської війни ІХ ст. в Китаї
З  другої половини VIII століття відбулося поступове погіршення внутрішньої соціально-політичної ситуації в імперії Тан. Відбувався занепад надільної системи землекористування, яка була основою економіки Китаю. Водночас з цим відбувалося посилення бюрократичного апарату, що сприяло корупції, державним витратам і ефективності управління державою на місцях. Відбувалася боротьба китайської знаті за владу в столиці. Занепав також військовий устрій фу бін. Танських вояків довго затримували на службі, використовували як робочу силу, не виплачували жалування. Через це у війську відбулося падіння дисципліни, дезертирство і корупція в армії посилилися. З рештою, державі довелося ввести практику користування найманцями з тюркських племен на кордонах, а також застосування для оборони гарнізонів, що підпорядковувалися військовим губернаторам провінцій – цзедуши, які згодом зосередили в своїх руках і цивільну владу на місцях. На початку IX століття їх було 48 і вони контролювали 295 регіонів держави.
Безлад в країні лише посилився після посухи, через яку почався масовий голод серед селянства. При цьому влада не намагалася кардинально змінити ситуацію через тяжку економічну ситуацію, податки залишалися високими, а чиновництво не скоротилося і на відміну від селян не відчуло наслідків голоду. Ситуація, з якою зіштовхнулася влада, була просто жахлива. В деяких районах люди вже харчувалися ягодами і листям, багато селян продавали колоди, з яких були побудовані їхні будинки, віддавали дітей у рабство, а дружин відправляли на роботу як прислугу.
| «…в Гуаньдуні вже кілька років поспіль стоїть посуха, з полів нічого збирати, скрізь голод і запустіння, люди втратили опору й ось-ось почнуть умирати на узбіччях доріг»[5] |

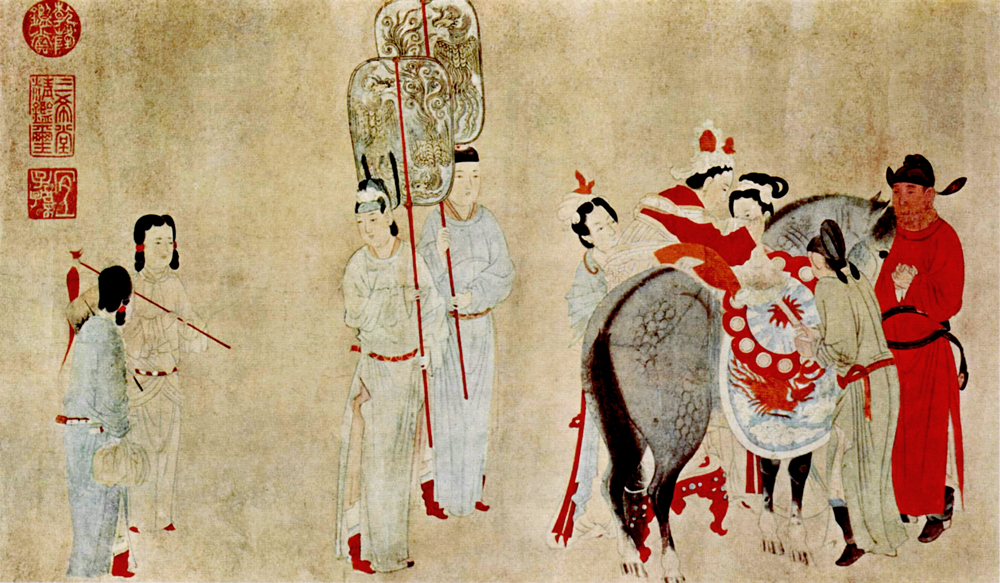
Селяни Китаю напередодні повстання

У такій обстановці бандитизм розрісся до небачених масштабів. Серед пагорбів на заході та півдні Великої рівнини злочинці відчували себе абсолютно вільно; в прибережних областях, де була розвинена видобуток солі, високі податки призвели до сплеску нелегальної торгівлі; в долині Янцзи розбійники безперешкодно грабували купців. Деякі банди розрослися до розмірів невеликих армій, здатних навіть нападати на укріплені міста, — для цього банди об'єднувалися під керівництвом самого сильного з ватажків, який зазвичай давав своє прізвище відданим прихильникам, щоб ще більше прив'язати їх до себе.
На боротьбу з бандитами у загонів імператорської армії пішло багато років. Тим часом центральна влада все більше слабшала. У багатьох районах бунтівне населення зміщало або вбивало ненависних префектів. Не припинялися селянські бунти, і хоча вони зазвичай закінчувалися поверненням селян до своїх наділів, саме змучені бідністю сільські жителі об'єднувалися в розбійницькі банди. До них примикали різного роду невдахи, злочинці, бродяги, а також люди, зігнані з насиджених місць у результаті повстання Ань Лу-Шаню. Іншими словами, банди розбійників були не виключно селянським явищем, а наслідком загального зростання злочинності, хоча вони поповнювалися за рахунок селян і час від часу вбиралися в мантію повстанців, що борються з урядом
Повсталі виступали проти тягаря податків, несправедливості і жадібності чиновників. Політична влада династії Тан, яка похитнулася вже після заколоту Ань Лушаня, все більше слабшала. Посилилася самостійність військових наставників, їхні посади стали спадковими, і вони ставали незалежним господарями, господарями на підвладних їм територіях. У цей період влада династії ослабла ще більше. При дворі виникло гостре суперництво і клич за посади і доходи. Імператори перетворилися на маріонеток євнухів і тимчасових правителів. Кумівство і хабарі все більше впливали на результат становища в суспільстві. Становище в країні народжувало гостре невдоволення в середовищі чиновництва, освіченої еліти і простих містян. Незадоволені були і селяни. Країна опинилася на межі династичної кризи.
Справа дійшла до того, що один з чиновників Академії Ханьлінь на ім'я Лу Сі подав імператору доповідну з пропозицією запровадити в державі кількарічний мораторій на збирання податків, оскільки збирати їх все одно нема з кого. Але твердження про те, що саме посуха й голод стали головною причиною народного повстання, не витримує критики. Адже це був далеко не перший (і, на жаль, далеко не останній) голод і неврожай в історії традиційного Китаю.
Чому ж саме голод 873–874 рр. спричинив селянську війну?
Думається, причин таких мінімум дві. По-перше, це фактор суб'єктивний: знайшлися конкретні політикани (в даному випадку — мафіозі Хуан Чао й Ван Сяньчжи), які демагогічними обіцянками та утопічними гаслами змогли спровокувати народні маси на бунт. А по-друге, і сама влада зробила все, аби довести до відчаю власних підданих. Адже раніше, в разі виснажливої війни, повені, посухи чи іншого катаклізму представники влади прилюдно розділяли з народом труднощі, чим забезпечували повагу й підтримку співвітчизників, а отже, зберігали в цілому громадський спокій навіть при істотному падінні життєвого рівня абсолютної більшості населення.
Зокрема, коли в середині VIII ст. династія Тан ледь не втратила престол в результаті військового заколоту Ань Лушаня, влада видала наказ про позики у багатих купців, тобто взяла гроші у багатих і цим підтримала матеріальний рівень простолюду. Коли у 763 р. в країні лютували бандити й інтервенти, а столицю Чан'ань взяли в облогу тибетці, «усі чиновники віддали свою платню та разом з місцевими селянами постачали військам продовольство». І нікому з імператорів навіть в голову не приходило показово шикувати на такому фоні, смітити грошима й вибивати з озлоблених підданих додаткові податі. А про те, що відбувалося в Китаї 870-х років, прямо говорить маніфест, з яким Ван Сяньчжи звернувся до співвітчизників на початку повстання: «Чиновники жадібні й ненажерливі, податки важкі, нагороди й покарання несправедливі. Сановники все це приховують, і Сі-цзун [тобто тогочасний ганський імператор. — В. Р.] нічого не знає».
Отже, влада зовсім не збиралася розділити з народом тягар неврожаю, а навпаки — поспішала пожити й збагатитися зараз, мало думаючи про можливі наслідки такої згубної політики.
Психологічно більшість людей може відносно спокійно витримувати труднощі матеріального буття, якщо такі саме проблеми переживають усі навколо. Та якщо людина гине з голоду і змушена заради виживання продавати в рабство членів власної родини, а поряд допущений до владної годівниці сусід чиновник живе в хоромах, їздить у пишних екіпажах і мучиться непростою проблемою, куди просадити зайві гроші, — то рано чи пізно ситуація вийде з-під контролю і завершиться кривавим бунтом й різаниною.
Саме так поводилися на рубежі 860–870-х років танські управлінці, і коли злочинні політичні авантюристи від криміналітету вкинули у знедолений народ популістські ідеї швидкого вирішення всіх проблем, китайське селянство, доведене до відчаю, легко купилося на ці обіцянки й з ентузіазмом підтримало заколотників. В результаті, після того, як захопивши владу в одному повіті, Ван Сяньчжи оголосив маніфест до народу про початок повстання, де виклав свою програму та пообіцяв полегшення життя для селянства, до нього швидко приєдналися десятки (а з часом і сотні) тисяч невдоволених. Залишалося тільки озброїти й повести їх проти вірних уряду військ, із чим з успіхом впоралися досвідчені у цій справі бандити-бойовики.
Що ж пообіцяли бандити-мафіозі селянам? Чому такі колосальні маси людей одразу їм повірили та влилися до загонів, очолених вчорашніми торговцями контрабандною сіллю та корумпованими бюрократами регіонального рівня?
Китайські історики наполягають на тому, що «більшість повстанців, вихідців із селян-бідняків, вороже ставилася до імператора та його чиновників, тому вони нещадно розправлялися з ними, а жебраків, кого зустрічали дорогою, обдаровували цінними речами».
Правда, залишається в такому разі незрозумілим звідки ці «цінні речі» бралися, якщо «більшість повстанців» походила, як стверджується, із «селян-бідняків» (тобто власних «цінних речей» не мала), а під час війни, як стверджує та ж китайська історіографія, повсталі селяни сповідували принцип «не грабувати там, де йдеш». Крім того, вважається, що «повстанці виступали… за проведення політичних реформ», але в чому полягали ці реформаторські ідеї? На це китайська історична наука відповіді не дає.
Отже, щодо основних причин початку селянської війни можна віднести по-перше те, що влада зовсім не збиралася розділити з народом тягар неврожаю, а навпаки — поспішала пожити й збагатитися зараз, мало думаючи про можливі наслідки такої згубної політики.
По-друге те, що банди розбійників були не виключно селянським явищем, а наслідком загального зростання злочинності, хоча вони поповнювалися за рахунок селян і час від часу вбиралися в мантію повстанців, що борються з урядом. Дві основні причини халатне ставлення влади до проблем суспільства і стрімке процвітання бандитизму і спричинили розгортання селянської війни.

## Характеристика селянських вождів

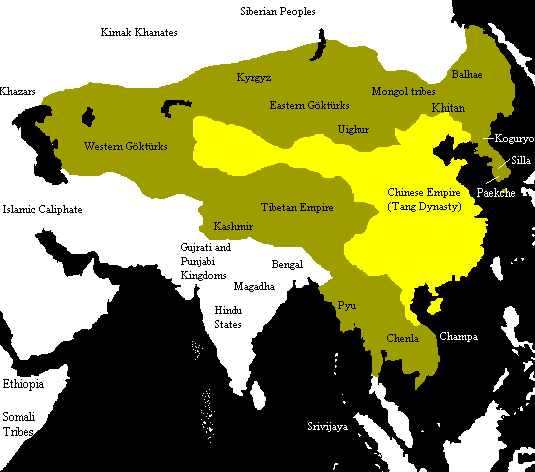
Територія Китаю за часів правління династії Тан.
Сфери впливу Китаю

Імена верховних вождів селянської війни 874–884 рр. в Китаї добре відомі й неодноразово згадуються як у названих джерелах, так і в солідних наукових дослідженнях. Звали їх Ван Сяньчжи та Хуан Чао. Окрім детального опису бойової участі безпосередньо у війні, істориків майже не цікавило їхнє життя до повстання. В літературі згадується тільки те, що обидва вони займалися до війни торгівлею сіллю та невдало намагалися здати екзамени на чиновницько-науковий ступінь цзіньши. Що ж до соціального походження цих людей, то на нього традиційна історіографія взагалі не звертала серйозної уваги.
Про соціальне походження Ван Сяньчжи в джерелах згадок немає, але добре відома його «професійна» спрямованість часів власного повноліття: за даними пінхуа він заробляв на життя «контрабандною торгівлею сіллю», тобто протизаконним, але надзвичайно прибутковим бізнесом. Залишається питання тільки про бандитський масштаб Ван Сяньчжи, але на цей аспект проблеми однозначну відповідь дає офіційна хроніка «Сінь Тан шу», де говориться прямим текстом, що коли «другого року правління Цяньфу (874–875 р.) відомий бучжоуський розбійник Ван Сяньчжи підняв заколот,…
у нього була банда з трьох тисяч людей». Тут варто пригадати, що для здійснення протизаконної торгівлі сіллю необхідно мати доволі численну та добре організовану інфраструктуру таємних виробників, складів, куплених та корумпованих чиновників, оптових і роздрібних кримінальних торговців, бойовиків для захисту «бізнесу» від конкурентів і армійсько-поліцейських переслідувань тощо. Коротко кажучи, необхідно мати організацію, яка і за специфікою роботи, і за організаційною структурою, і за кримінальною прибутковістю абсолютно нагадує сучасну нарко-мафію, та погодимось, що навіть зараз серед впливових наркобаронів не часто можна почути про «авторитетів», які керують бандами в три тисячі (!) горлорізів. Ван Сяньчжи належав до таких, тобто до еліти кримінального світу, був бандитом найвищого розмаху і, явно, відповідної жорстокості та кривавості. Тому й контролював не менше семи банд (очолюваних Шан Цзюньчжа-ном, Чай Цунєм, Бі Шидо, ІДао Шиюном, Лю Яньчжаном, Лю Ханьхуном і Лі Чжунба) по всій провінції Хенань.
Тепер про другого селянського ватажка — Хуан Чао. Його походження ще менше нагадує біографію борця за щастя всіх трудящих. Пінхуа, автор якого описував Хуан Чао з явною прихильністю і навіть з певним захопленням, свідчить, що походив він з родини «багатої людини на ім'я Хуан Цзундань», який «торгував сіллю та любив збирати навколо себе непутящу молодь». Враховуючи, що торгівля сіллю в тогочасному Китаї була оголошена державною монополією (як і торгівля чаєм, лаком, бамбуком, деревиною та залізом), а за її порушення карали биттям батогами, каторгою або смертю, можна зробити однозначний висновок, що Хуан Чао мав за батька доволі впливового (оскільки багатого) бандита, який керував власним кримінальним загоном «соляної» мафії із числа тої самої «непутящої молоді».
Тепер про самого Хуан Чао. За даними «Нової Танської історії» «він чудово володів мечем, стріляв на скаку з лука, трохи вмів читати й писати і був красномовним», тобто до бандитського промислу теж був цілком підготовлений. Отож не дивно, що контрабандна торгівля сіллю уже з молодих років стала і його професією. Правда, про масштаб бандитського авторитету Хуан Чао в джерелах прямих даних майже немає, але є в пінхуа одна історія, яка дозволяє хоча б у загальних рисах розв'язати і це питання.
Йдеться про повернення Хуан Чао додому після невдалої спроби здати у столиці імперії Чан'ані іспит на чиновницько-науковий ступінь цзіньши. Шлях його пролягав через гірський хребет Сюаньдаофен. Перейшовши через нього, Хуан Чао з трьома попутниками підійшов до невеличкого поселення Хоуцзячжуан, де на околиці містечка зустрів знаменитого місцевого бандита Шан Жана, під проводом якого перебувало «п'ять сотень завзятих молодців, кожен твердий, як алмаз, та хоробрий, як Цзилу…». Плани у Шан Жана були масштабними: «Дорогою когось уб'ємо чи пограбуємо…», але зустрівши Хуан Чао цей місцевий злочинець чомусь нічого подібного з ним не вдіяв. Більше того, коли Хуан Чао назвав своє ім'я, одного цього виявилося достатнім, щоб Шан Жан не лише не пограбував подорожніх, а ще й звернувся до Хуан Чао з дещо несподіваною пропозицією: «Якби стали ви (тобто Хуан Чао) нашим старшим, можна було б вибрати день і піти звідси. Дорогою когось уб'ємо чи пограбуємо…». А це означає лише одне: авторитет і відомість Хуан Чао у кримінальному середовищі були вже такими, що одного імені його виявилося достатнім, аби 500 бандитів не тільки не торкнулися його навіть пальцем, а ще й попросили їхню банду очолити. Звідси можна зробити єдиний можливий висновок: якщо за масштабом бандитизму Хуан Чао і поступався Ван Сяньчжи (у якого під контролем перебувала банда в три тисячі головорізів), то не дуже…
Таким чином, документи однозначно свідчать, що обидва лідери селянської війни 874–884 рр. походили із кримінального середовища, причому обидва (і Ван Сяньчжи, і Хуан Чао) належали не до дрібних злочинців, а були досить значними керманичами злочинного світу, очолювали потужні організації мафіозного типу, які займалися незаконною торгівлею сіллю і контролювали цей антидержавний бізнес на значних теренах Північного й Центрального Китаю. Такі організації мали всі можливості (фінансові, силові, людські, інтелектуальні тощо) для масштабної підготовки антидержавного повстання, але й на цьому інформація про справжнє обличчя народних ватажків не вичерпується. Варто пригадати ще один цікавий факт із їхньої біографії, явно недооцінений дослідниками. Йдеться про невдалу спробу Ван Сяньчжи та Хуан Чао скласти іспит на чиновницько-науковий ступінь цзіньши. Що це за ступінь, і хто міг на нього претендувати?
За даними Л. К. Павловської, цзіньши був найвищим ступенем, який надавався китайським чиновникам. Це означає, що здобувач цього ступеня в разі успіху на столичних екзаменах потрапляв до верхнього ешелону владно-чиновницької піраміди та отримував призначення на рівні міністра уряду, верховного цензора, академіка Академії Ханьлінь або радника імператора. Та ось проблема: ким треба бути, аби претендувати на посаду такого рівня?
Сподіваюсь, ніхто не заперечуватиме просту істину: щоб стати хоча б претендентом на посаду міністра, пошукач має бути перед цим або начальником управління в центральному апараті означеного відомства, або керувати його великим місцевим підрозділом. Так, щоб всерйоз претендувати на посаду міністра освіти, охочий має бути або заступником міністра (чи хоча б начальником управління), або головою обласного чи столичного відділу народної освіти, або хоча б ректором вузу. Інші кандидатури навіть розглядатися не будуть. А Ван Сяньчжи та Хуан Чао, згідно зі свідченням самого Ван Сяньчжи, удвох складали іспити на ступінь цзіньши, а отже, їхні кандидатури хоча й не були затверджені, однак розглядалися імператорським урядом як цілком можливі претенденти на одну з посад у верхніх ешелонах влади. Виникає запитання: а чи могло таке статися, якби і Ван Сяньчжи, і Хуан Чао не перебували б уже на державній службі, причому на посадах рівня регіонального керівництва? Елементарна логіка підказує, що такого бути просто не могло. А отже, можна з доволі високим ступенем ймовірності визнати, що обидва лідери майбутньої селянської війни були не лише значними провідниками злочинного світу, але й водночас перебували на доволі впливових чиновницьких посадах регіонального рівня. Щоправда, точних даних про те, які конкретні посади вони займали, документи не містять, та в даному випадку це не так вже й важливо.
Таким чином, можна зробити висновок: ініціатором та організатором початку масової селянської війни 874–884 рр. були лідери кримінального світу тогочасного Китаю, які вміли вдало суміщати державну службу з керівництвом прибутковим незаконним бізнесом, а програвши боротьбу за владу в загальнокитайському масштабі іншим чиновницько-бюрократичним угрупованням, скористалися ситуацією і підбили недосвідчених в політичних питаннях селян на масовий антидержавний виступ. Саме їхні корумповані та криміналізовані підлеглі розробили програму і план повстання, забезпечили його грошима та зброєю, а у призначений час підняли «заколот у повіті Чань-юань».

## Хід війни. Соціальна програма повсталих
Найвпливовіший з повстанських вождів Ван Сяньчжи зібрав великий загін. Після переходу через Хуанхе 874 року цей загін перетворився на 10-тисячне військо. 875 року до нього приєднався начальник іншого повстанського загону Хуан Чао, виходець із заможної родини, яка розбагатіла на торгівлі сіллю. Перекази зберегли пам'ять про нього, як про людину, що любила народ і завжди надавала допомогу селянам-утікачам.
Повсталі селяни збиралися у військові загони, нападали на багаті садиби, розправлялися зі своїми класовими ворогами.
876 року війська Ван Сяньчжи і Хуан Чао налічували вже сто тисяч і контролювали 5 провінцій. Переходячи з одного району в інший, повстанці знищували феодалів і чиновників, захоплювали їхні оселі, віддавали рухоме майно простому народу, а землі залишали селянам. Повстанці дозволили вільну торгівлю сіллю, скасовували різні заборони і анулювали борги.

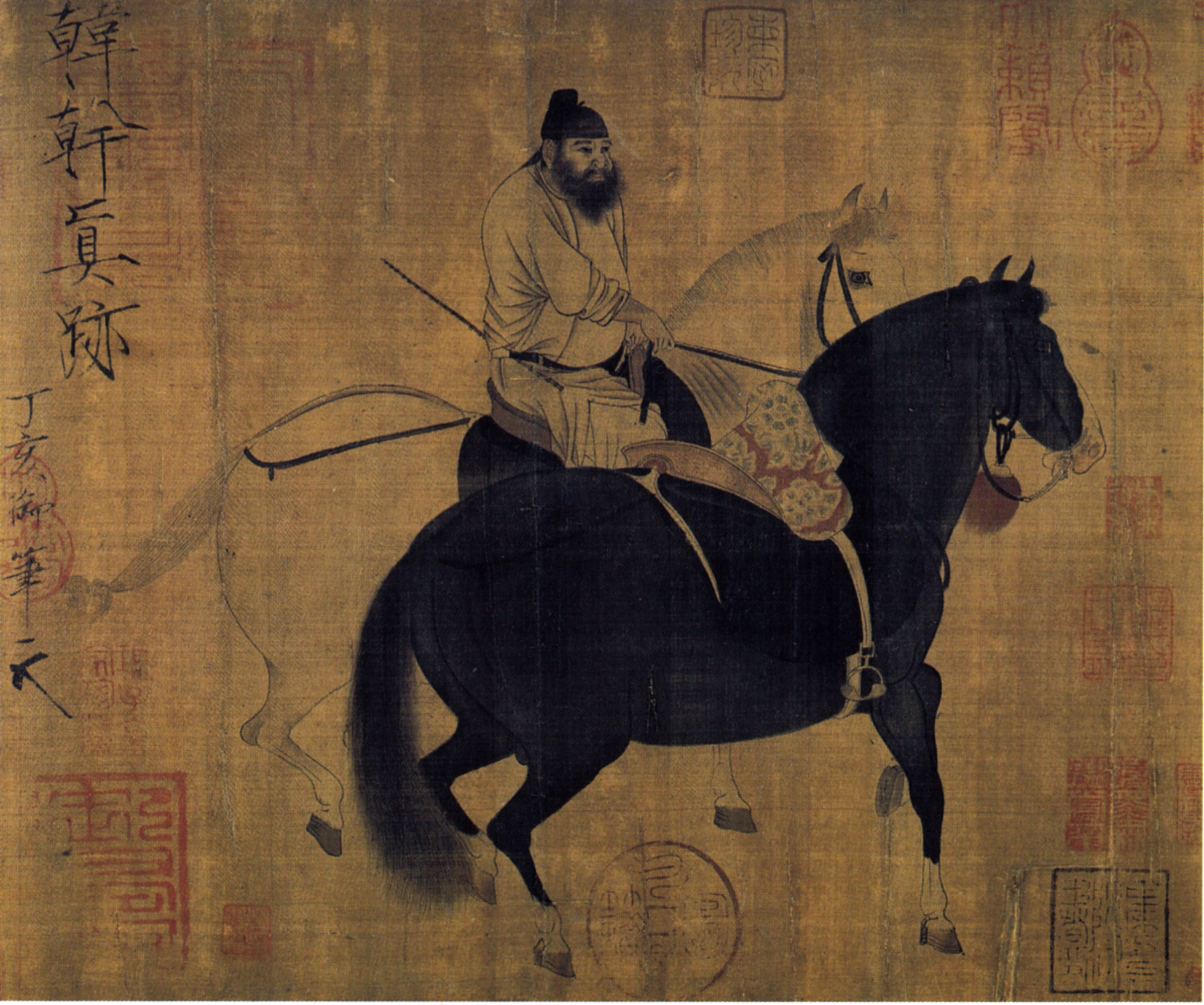
Китайський селянин на коні під час повстання,

Танський двір, не володіючи хорошим військом, намагався використати будь-які засоби для придушення повстання. Так, місцевій владі було дано розпорядження озброювати населення і залучати його до боротьби з повстанцями. Зазвичай селянам суворо заборонялося мати навіть найпримітивнішу зброю. Але, отримавши луки, стріли, дротики, селяни найчастіше йшли з ними до повсталих. Правитель обложеного повстанцями міста запропонував від імені двору високий чин Ван Сяньчжи, якщо він перейде на службу до уряду. Феодальні історики відзначали, що Ван Сяньчжи готовий був погодитися на цю пропозицію, але Хуан Чао став докоряти йому, нагадуючи про дану ними клятві вести боротьбу в масштабах всієї імперії і звинувачуючи його в зраді товаришам. Сутичка між вождями призвела до розколу повстанських сил. Одні пішли за Ван Сяньчжи, інші за Хуан Чао.
878 року Ван Сяньчжи зі своїми прихильниками здійснив великий похід на захід у напрямку Лояна. Шлях до східної столиці охоронявся урядовими військами і найнятою урядом кіннотою кочівників. Ван Сяньчжи зазнав жорстокої поразки, його схопили і стратили. За свідченнями сучасників у цій битві загинуло 50 тис. повстанців. Деяким вдалося врятуватися втечею, піти в село. Один з помічників загиблого вождя, Шан Жан, з групою повстанців приєднався до Хуан Чао. Хуан Чао очолив всі повстанські сили і прийняв титул «Великого полководця, що штурмує небо», заявляючи цим про свою мету повалити імператорський дім Танів і змінити правління.
Наприкінці 878 року цей селянський полководець привів своє велике військо до Янцзи. Переправившись на південний берег річки, повстанці рушили в дорогу по землях нинішніх провінцій Чжецзян, Фуцзянь і Гуандун.
879 року вони вже стояли біля стін багатолюдного міста Гуанчжоу. Такий швидкий перехід був можливий лише при підтримці селян. Обложивши Гуанчжоу, Хуан Чао почав переговори з урядом, але, не домігшись угоди, взяв місто штурмом. Арабські історики Абу Сайд і Масуді, що жили пізніше, в наступному столітті, розповідали про сутичку жителів місцевого іноземного поселення з повстанцями, але китайські джерела замовчують про це. У Гуанчжоу справді жили арабські, перські та єврейські купці, які багатіли за рахунок місцевого населення, тому напад на них селян-повстанців дуже ймовірний. Через деякий час селянські ватажки відмовилися від думки влаштуватися на півдні, в Гуанчжоу, і все військо пішло на північ. Вони пройшли на плотах річкою Сян. Місцеве населення забезпечувало їх харчами, а юнаки вступали до їхніх лав. Як зазначалося в джерелі, військо Хуан Чао зросло до півмільйона. Однак у Хубеї, поблизу Сяньяна, це необстріляне військо зазнало нищівної поразки і втекло на південь за Янцзи.
На правому березі під захистом потужних потоків річки повстанські вожді стали знову збирати сили. Під прапори Хуан Чао знову встали маси селян, його військо досягло 300 тис. Влітку 880 року повстанці знову виступили на північ, рухаючись цього разу трохи східніше — районом Великого каналу — і обходячи сильні фортеці і головні скупчення урядових військ. Ще в Гуандуні Хуан Чао оголосив свої сили «справедливим військом» і намагався виправдати це найменування. Феодальні історики писали, що повстанці «припинили грабежі»; проте немає підстав припускати, що вони припинили розправу з представниками влади і великими землевласниками. Хуан Чао прийняв новий титул «Великого полководця Піднебесної». У грудні того ж року він без бою зайняв східну столицю імперії — Лоян.
У своєму зверненні він пропонував всім спокійно залишатися на місцях і не чинити збройного опору. Багато хто — особливо з низів панівного класу і містян — віддали перевагу приєднатися до повсталих. Більш того, деякі воєначальники і цивільні чини, розуміючи безсилля імператорської влади, також брали з них приклад. Навіть намісник Лояна вийшов зустрічати Хуан Чао. Щоб захистити головну столицю Чан'ань, уряд направив гвардійські частини до Тунгуаню — природної фортеці, яка була розташована біля річки Хуанхе. У той час до гвардії приписувалися сини багатіїв, які ніколи не займалися військовою справою. У «Таншу» розповідається про них наступне: «Отримуючи велику платню, розкішний одяг і чудових коней, вони хвалилися своїми привілеями і владою, але не займалися військовою справою. Почувши, що треба виступати в похід, вони, плачучи, діставали приховані в будинках скарби, щоб найняти замість себе інвалідів з торгових рядів, а ті були не в змозі виконувати солдатську службу і замерзали в дозорі». Воєначальник, якого відправляли назустріч повстанцям, дізнавшись, що солдатам не видали провіанту, сказав імператору: «Я весь ціпенію [від страху]».
Все ж біля Тунгуаня уряду вдалося зібрати велике військо, яке розпочало запеклий бій. Але загін Шан Жана оточив головні сили противника, і доля Чан'ань була вирішена. Танські воїни після поразки почали тікати, а досягнувши міста, зайнялися грабунком. Імператор зі своїм двором втік на південь. 10 січня 881 року повстанці вступили до столиці. У джерелі міститься запис: «Розбійники йшли з розпущеним волоссям і в парчевих одежах … Хуан Чао їхав у колісниці з жовтого золота, охорона його була в розшитому одязі і пістрявих шапках. Його сподвижники слідували за ним на мідних колісницях. Їх супроводжували вершники». Шан Жан, названий «приборкувачем Тан», оголосив населенню: «Князь Хуан не такий, як безжалісний рід Тан. Живіть спокійно і нічого не бійтеся!». Політика повстанців у Чан'ань відображала класовий характер руху. Хуан Чао наказав вбивати членів імператорської родини і прогнати зі служби чиновників трьох вищих рангів. Їх пов'язували, били, забирали майно. «Багатіїв роззували й гнали босими. Затриманих чиновників вбивали, підпалювали будинки, якщо не могли там нічого знайти, а всіх князів і знатних людей знищували». З бідняками повсталі ділилися своєю здобиччю. «Розбійники, побачивши бідних людей, роздавали їм цінності та шовк», — відзначали літописці. Переслідуючи впливових і багатих, допомагаючи бідним, керівники повстання вели нейтральну політику щодо нижчих прошарків панівного класу і рядових містян.
Наскільки можна судити з середньовічних матеріалів, вожді повстання ставили певне завдання — повалення танської династії і влади найбільших феодалів і сановників. Правда, Ван Сяньчжи у своєму зверненні ще не закликав повалити династію. Він писав: «Чиновники жадібні і ненаситні, податки важкі, нагороди і покарання несправедливі. Цзайсяни все це приховують, а [імператор] Сіцзун про те й не знає». Пізніше Хуан Чао нібито говорив: «Я хотів покарати розбещених чиновників, які обкрадають країну, і очистити імператорський двір від скверни. Помилкою моєї було те, що, завершивши цю справу, я не пішов назад». На практиці повстання завершилося знищенням членів царського дому та їх найближчих помічників. За поданням селян-повстанців, існувало єдине рішення політичного питання — зведення на престол справедливого правителя. Зайнявши палац, повстанці скоїли покладені ворожіння, а потім проголосили Хуан Чао імператором і виконали урочисту церемонію зведення на престол. Нова династія була названа Да Ці, а девіз правління — Цзіньтун, згідно з «Ученням про п'ять елементів». Найближчі соратники Хуан Чао і воєначальники отримали призначення на посади особливих радників і членів різних колегій. 500 себе воїнів, що проявили себе, були оголошені «заслуженими».
Чиновників нижчих рангів повертали на їхні посади. Персоналія змінювалася, але система державного управління залишалася все та ж. Намагаючись навести порядок, нова влада заборонила своїм воїнам вбивати та грабувати населення. Для того, щоб розібратися в програмних настановах селянської війни 874–884 років, варто комплексно проаналізувати весь спектр джерельних матеріалів. А розпочати треба з самого маніфесту Ван Сяньчжи, оскільки тільки після його проголошення до бандитів приєдналися юрби селян, і заколот повітового масштабу швидко переріс у масштабну селянську війну. Текст цього маніфесту частково наводить хроніка «Сінь Тан шу», там же написано, що в маніфесті Ван Сяньчжи проголосив себе великим полководцем, а селяни, почувши його (маніфест Ван Сяньчжи адресував «усім провінціям»), одразу взялися за зброю («люб'язно» надану їм криміналітетом) та почали крушити танську армію. Отже, саме у маніфесті має бути написано те, що знайшло підтримку в широких селянських масах, за що вони, власне кажучи, йшли воювати проти урядових військ. Саме там і має міститися програма селянської війни 874–884 років.
Які ж конкретні пункти цієї програми можна конструювати за наведеними цитатами?
1. Враховуючи, що винними у всіх негараздах у країні були проголошені сановники (які «приховують» прикру правду від імператора), зрозуміло, що Ван Сяньчжи свідомо не закликав селян до війни проти імператорської династії, оскільки віра у «доброго царя» є фундаментальним постулатом селянської ментальності. Звідси перший пункт програми: збереження імператорської династії Тан.
2. Якщо в усіх неподобствах в країні винні чиновники, то саме їх треба за це покарати. Як? Відповідь на це запитання дають подальші дії повстанців і реакція на їхнє наближення усіх танських управлінців. Коли Ван Сяньчжи захопив Жучжоу, «великий страх охопив чиновників; залишаючи вони почали поголовно (!) тікати». Так само «усі чиновники» тікали при наближенні військ Хуан Чао «з округів Шеньчжоу, Гуанчжоу, Інчжоу, Сунчжоу, Сюйчжоу та Янчжоу». І правильно робили, бо, за словами самого Хуан Чао, карати тільки тих чиновників, «хабарництво яких доведено, це зараз — жалюгідні заходи». Тому нормою для повстанців стало ось що: «Усіх затриманих чиновників убивали, підпалювали будинки, якщо не могли там нічого знайти, і всіх князів та шляхетних людей знищували».
Отже, другий пункт програми соціальної перебудови, яку запропонували лідери селянам, теж вимальовується доволі виразно: фізичне винищення всіх чиновників.
Проте реальний детальний аналіз конкретних дій повстанців переконливо свідчить, що цими двома пунктами маніфест не вичерпувався. Ось лише кілька цитат: «Пінхуа з історії династії Лян»: «Грабуючи комори із зерном, які траплялися на шляху, загін (Хуан Чао) йшов, прямуючи на Цаочжоу та Пучжоу. …місто було дощенту зруйноване: ані хижі, ані будинку не залишилося, безлюддя — жодного димку не видно, лише кульбабки всюди розрослися, та землю всю чортополох вкрив». Містечко Женьілі після перемоги військ Ван Сяньчжи: «В Женьілі… не було ні душі, лише свіжі могильні пагорби…». І далі: «Ван Сяньчжи знову почав захоплювати й грабувати підпорядковані Нічжоу міста» [38, 21] «Частини Хуан Чао знову ввійшли в Чан'ань. Солдатам дозволили розправитися з жителями міста. Людей убивали тут же, не жаліючи ані старого, ані малого, — кров текла рікою».
«Пінхуа з історії династії Тан»: «Хуан Чао зібрав залишки свого розгромленого війська… і напав на Ченьчжоу. Він оточив місто і тримав його в облозі майже 300 днів».
«Нова Танська історія»: «Хуан Чао… обложив Бочжоу, але місто не здавалося… Жителі багатьох округів і повітів, …боячись бандитів, поставили спеціальну охорону біля мурів і частоколів, що оточували населені пункти, а розбійники, розділивши війська на дрібні загони, почали безчинствувати скрізь». «Повернувшись до столиці, Хуан Чао, розлютований тим, що народ вітав імператорські війська, влаштував різанину. Убили 80 тисяч, вулицями кров текла потоками: так що через них можна було переправлятися, немов через річки. Це він називав обмиванням міста». «…Хуан Чао зумів переправитися через річку і напав на (місто) Бяньчжоу».
І таких цитат можна знайти у джерелах ще багато, але усі вони свідчать про одне й те саме: одною зі складових програми соціальної перебудови Китаю в результаті перемоги селянської війни мало стати повне й тотальне знищення усіх міст разом з усіма містянами. Тому й відбивалися від своїх «визволителів» мешканці міст до останньої можливості, бо чудово розуміли: ким би ти не був, багатим чи бідним, чоловіком чи жінкою, дорослим чи дитиною, але якщо селянські армії повстанців увірвуться до міста, різати й грабувати будуть всіх містян. Чому ж Ван Сяньчжи включив цей пункт до програмних настанов повстання? Звичайно, однозначної відповіді на це запитання немає, але певну єзуїтську логіку ватажків повстання реконструювати цілком можливо.
По-перше, середньовічні китайські селяни глибоких знань в галузі економіки, державного будівництва й політики не мали, а тому свої стосунки з владою уявляли доволі примітивно: імператор — хороший, чиновник — поганий, оскільки саме цей конкретний чиновник приходить до конкретного селянина і збирає з нього податки, карає за непослух, фіксує недоїмки тощо. А звідки приїздить у конкретне село конкретний чиновник? Звичайно, з розташованого поблизу міста, де розміщалися органи повітового або провінційного управління. Звідси і висновок: якщо винищити всі міста, то й чиновнику не буде звідки приїздити та псувати життя селянинові.
І, по-друге, навіть зараз, коли завдяки містянам у селян є сільськогосподарська й побутова техніка (вироблена на заводах, розташованих у містах), паливо, одяг і взуття, електрика і багато інших корисних речей, створених містянами, речей, без яких життя сучасного села просто не є можливим, — навіть зараз серед пересічних селян можна почути розмови у стилі: «Ми тут на землі працюємо, горбатимось, годуємо отих лінькуватих містян, а вони там у місті дурня валяють. Сидять, протирають штани по конторах або демонструють роботу у теплих цехах, їх би на трактор — тоді б вони узнали, що таке справжня праця і чесно зароблений шматок хліба!» Що вже казати про селян середньовічного Китаю, які у більшості своїй носили домотканий одяг, кустарно вироблені сандалі, збирали врожай знаряддями, викуваними сільськими ковалями, та через тотальну малоосвіченість поняття не мали про літературу, освіту чи живопис. Саме на цих руйнівних почуттях і спробували зіграти мафіозі, коли закликали простодушних селян зі зброєю в руках здобути собі загальноселянське щастя.
Під час повстань і походів селяни розправлялися зі своїми гнобителями. У джерелах їх вороги зазвичай називаються чень — чиновниками, а не поміщиками. У повстанні не було релігійних гасел. Не виключено, однак, що Шаньдунські повстанці мали зв'язки з даосами. Зокрема, відомо, що, коли Хуан Чао здійснював свій похід на Південь, він спочатку наказував вбивати конфуціанських учених. Але не слід забувати, що останні були землевласниками, що експлуатували селян. У Чан'ань всі обряди були здійснені за стародавніми, освяченим конфуціанством звичаям. Було навіть зазначено, як того вимагала традиція, що Небо змінило своє веління, кому правити в Піднебесній.

## Розгром повстанської армії. Доля Хуан Чао
Після того, як Хуан Чао проголосив себе імператором він фактично поміняв один важливий пункт соціальної програми повсталих, а саме недоторканність влади «сина Неба». Хоч він і почав роздавати своїм прибічникам гучні титули, звання й чини, але як зазначається у Новій історії династії Тан: «але їхні підлеглі, справжні розбійники та злодії за ними не пішли». Тобто серед малоосвічених селян та бандитів які складали основну частину військ повсталих такий крок Хуан Чао викликав повне нерозуміння.
Рухи виникали і в інших провінціях. Але повстанці Чан'аня не встановили з ними зв'язки Між тим панівний клас готувався до боротьби. На заклик танського двору, що у Ченду (пров. Сичуань), феодали збирали військові сили і надсилали податі, вилучені у селян. Тани наймали кінноту кочових племен. Найактивнішу роль у військах, що протистояли повстанцям, взяло на себе плем'я шато з однооким вождем Лі Ке-юному.
Уряд звернувся за допомогою до тюркського племені шато, вождем якого був Лі Ке-юнь — царське прізвище Лі було дароване його батькові за допомогу в придушенні одного з минулих повстань. У Хенані повстанці зазнали кілька поразок. Чисельність селянського війська поступово зменшувалася. Але головною небезпекою стали зради і перехід командирів разом зі своїми загонами на бік противника. Жорстоким ударом по підняттю була зрада Чжу Веня, в минулому дрібного чиновника, якому дуже довіряв Хуан Чао. Навіть Шан Жан, захоплений у полон, приєднався до карателя. Почалася жорстока розправа з повсталими селянами.
Тим не менше для імператора Ци-цзин не все ще було втрачено. Колишній перший міністр, який командував вірними імператорові військами, зосередженими на схід від Чаньань, написав Ци-цзин лист, поклявшись відбити столицю в бунтівників. Армія Хуан Чао, послана проти військ колишнього міністра, була розбита. У міру того як провінції одна за одною відмовляли в підтримці Хуан Чао, вірні імператору війська поступово наближалися до Чан'ань. Позбавлені постачання заколотники виявилися замкнутими в спорожнілому місті, причому багато опустилися до канібалізму.
Хуан Чао приписуються слова: «Я хотів знищити зло держави — підступних чиновників і оновити правління». Селяни-повстанці не вміли створити нову форму правління і лише оновлювали старий державний апарат. Хуан Чао був оголошений імператором. Його соратники стали присвоювати собі високі феодальні титули і танські регалії і вдягалися в багатий одяг.
Селянський рух, досягнувши величезного розмаху і здобувши перемоги з великим рахунком, не вжив нової, організованішої форми і не набула чіткіших цілей, а продовжувало значною мірою залишатися «розбійної вольницею» — зберігати всі риси стихійності. Скинувши влада Танськой династії, повстанці не зуміли створити нової державної влади. В останні роки їх переможних походів до них стали приєднуватися окремі представники панівного класу — чиновники та офіцери з цілими підрозділами військ, а також представники торгового світу. Але всі вони могли впливати на повстанців лише в напрямку реставрації старих державних форм і феодальних порядків.
Селянська війна IX ст., як і більшість селянських рухів в Китаї, майже зовсім була позбавлена релігійної оболонки. Тим не менш елементи релігійної ворожнечі позначилися під час походу Хуан Чао на південь, коли повстанці вбивали всіх конфуціанських учених, що попадали їм у руки. Зв'язок руху з даоськими сектами існувала лише в початковий період, зі зростанням повстання релігійні моменти перестали мати скільки-небудь істотне значення. У селі селяни-повстанці розправлялися з феодалами, чиновниками, збирачами податків, лихварями. Вони заволодівали землею, яку обробляли, і припиняли виконувати повинності і вносити податки. Але гостра боротьба при цьому не вщухала, а розгоралася з новою силою.
Центр селянської повстанської держави, перебуваючи в Чан'ань, все більше відривався від села. Район її безпосереднього впливу поширювався головним чином на Шеньсі, Хенань і Шаньдун; з іншими частинами країни, охопленими повстаннями, зв'язок був дуже слабкий. Окремі загони повсталих селян оголошували себе прихильниками Хуан Чао, але діяли самостійно, без зв'язку з Чан'ань. Так, повстанці в Цзянсі заволоділи великим районом у Наньчана. Повсталі солдати в Шаньсі встановили свою владу в Тайюані. Майже у всіх провінціях відбувався рух. Хуан Чао намагався утримати провінції під владою нової імперії і зв'язатися з тамтешніми повстанцями, посилаючи своїх уповноважених в різні міста Китаю. Але цим, в основному, і обмежувалися всі спроби об'єднати країну під керівництвом нової державної влади.
Панівний клас, зі свого боку, не збирався відмовлятися від боротьби, готував і накопичував сили. Представники Тан зосередили навколо столиці значне військо, в складі якого знаходилася кіннота племені шато з їх вождем Лі Кеюном і тангути з їх князьком Тоба Сигуном. Суперечності загострилися в самій столиці, зайнятої повстанцями. При Танах значні прошарки населення столиці годувалися тим, що обслуговували двір і різні установи, а купці наживалися, обслуговуючи потреби вищої аристократії. Тепер ці джерела вичерпалися. Крім того в Чан'ань припинився приплив податків, раніше надходили з усієї країни. Коли ж місто оточили вороги, то продовольство неможливо було добувати навіть в довколишніх селищах. Зв'язок Чан'ань з селянами, повсталими в землеробських районах, була повністю перерваний. Купці, спекулянти, лихварі, чиновники почали плекати ненависть до повстанців. Користуючись відсутністю Хуан Чао, що пішов у похід, в Чан'ань вночі увірвалися загони танських воєначальників. Але повстанці встигли повернутися і напали на ворогів. Коли на вулицях зав'язалися бої, багаті купці і їх прикажчики кидали з дахів черепицю на повстанців, підбирали й підносили стріли тайським солдатам; почалися грабежі. Але війська Хуан Чао знищили велику частину урядових солдатів, які не могли втекти, тому що були навантажені накрадених добром.
Після цього повстанці почали репресії проти купецтва. У Чан'ані залишалося чимало шпигунів, перевдягнутих воїнів та інших таємних, ворогів. Їх розшукували і вбивали. Коріння заколоту нелегко було вирвати, і Хуан Чао був примушений встановити в місті політику кривавого терору. Тим часом становище повстанців все погіршувався; продовольства: бракувало, кіннота племені шато перерізала дорога на півночі і на сході, кільце оточення стискалося все тісніше навколо приреченого міста… 20 травня 883 року повстанці залишили Чан'ань і пішли на південний схід в гори. Кіннота Лі Кеюна увірвалася в місто; почався кривавий бенкет переможців, центр міста і палаци були охоплені вогнем. Лі Кеюн поспішав в до гонку за Хуан Чао і по дорозі його загони чинили жорстоку розправу. Народ прозвав кіннотників шато, грабували і вбивали населення міст і сіл, за їх нестримну лють «чорними воронами», а їх вождя Лі Кеюна — «однооким драконом».
Хуан Чао, зібравши залишки своїх військ, отримуючи допомогу від сіл і займаючи з боєм міста, пішов на схід. У Хенані знаходився його помічник Чжу Вень, дрібний чиновник, який прилучився до повстання, але до того часу він змінив повстанцям, перейшов на бік танських феодалів і виступив проти Хуан Чао. Переслідувані військами Лі Кеюна і Чжу Веня, повстанці продовжували боротьбу. У ряді напружених і тривалих боїв велика частина їх загонів була розбита і розсіяна. У 884 р. Хуан Чао, був загнаний в долину Вовків і Тигрів у провінції Шаньдун з своїм загоном, що зменшився до тисячі чоловік. Наступала осінь; річки розлилися, рівнина перетворилася на болото, коні вгрузали в багнюці. Повстанці вже не могли чинити серйозний опір, їм тільки вдавалося вислизати від ворогів і сили їх швидко танули. Хуан Чао відмовився здатися і покінчив життя самогубством, перерізавши собі горло. Відрубану голову бунтівника відправили імператору.
Поразка і трагічна смерть Хуан Чао не були кінцем повстання, так як селянство продовжувало хвилюватися. Розрізнені загони повстанців не припиняли боротьбу. У Хенані повсталі об'єдналися, під верховенством колишнього цзєдуши і взяли Лоян. У межиріччя билися сімнадцятитисячні загони Хуан Хао, племінника Хуан Чао. Хуан Хао загинув у 901 р., а його військо розсіялася. Одночасно з цим зазнали поразки й інші загони, які продовжували боротьбу в різних частинах імперії.
Отже, першою причиною поразки селянської війни ІХ ст. в Китаї було те, що був слабкий зв'язок повстанців з селянськими масами і невміння створити яку-небудь нову організацію.
Другою причиною поразки повстання стали зради і перехід командирів разом зі своїми загонами на бік противника. Жорстоким ударом була зрада Чжу Веня, в минулому дрібного чиновника, якому дуже довіряв Хуан Чао.
Третьою і, можливо, головною причиною став відхід самого Хуан Чао від оголошених гасел повстання, внаслідок проголошення його імператором. Це викликало обурення серед переважної більшості селян, які продовжували вірити у святість імператорської влади.
Щодо долі Хуан Чао, то за офіційною версією він відмовився здатися і покінчив життя самогубством, перерізавши собі горло. За неофіційною (вираженою з позицій даосиської філософії) він залишився живий, проміняв залізний обладунок на рясу буддистського монаха та заховався. Загалом це питання є дискусійним.

## Характер і результати селянської війни
Не є таємницею, що будь-які погано підготовлені повстання (не кажучи вже про просто стихійні бунти) будь-яка влада легко придушує мінімальними силовими зусиллями. У ситуації з селянами армії достатньо за допомогою зброї розсіяти неозброєних бунтівників, після чого здійснення каральної операції, як правило, завершується прилюдною стратою підбурювачів і биттям батогами (чи палицями) усіх інших винуватців. Але в ситуації з подіями 874 р. у Китаї результат виявився прямо протилежним: урядові війська були швидко розсіяні, а повстанці не забарилися перейти до активних наступальних операцій.
Вже одне це ніяк не в'яжеться з існуючим в історіографії поглядом на механіку початку війни як на стихійний виступ неорганізованих селянських мас. Тим більше, що давно відомо: для успіху повстання його треба ретельно готувати, а це під силу тільки потужній та впливовій організації, яка б могла розробити план виступу, узгодити час і місце повстання, забезпечити його зброєю, підготувати групи професійних бойовиків, котрі в узгоджений час зможуть швидко захопити вузлові об'єкти в місцевості, де починається повстання (органи влади, мости, топографії, редакції газет тощо), і вже потім, оголосивши співвітчизникам свої цілі (у маніфесті, зверненні чи відозві), або отримати від них підтримку (і тоді перейти до активних наступальних бойових дій проти уряду, як сталося у Петрограді в жовтні 1917 р.), або залишитись не почутими широкими народними масами, після чого такий виступ теж відносно швидко придушується регулярними частинами вірних владі військ (як сталося у тому ж Санкт-Петербурзі з декабристами у грудні 1825 р.).
Отже, селянська війна ІХ ст. в Китаї була ретельно підготовлена лідерами кримінального світу тогочасного Китаю, які вміли вдало суміщати державну службу з керівництвом прибутковим незаконним бізнесом, а програвши боротьбу за владу в загальнокитайському масштабі іншим чиновницько-бюрократичним угрупованням, скористалися ситуацією і підбили недосвідчених в політичних питаннях селян на масовий антидержавний виступ та успішно здійснили результативний (а отже детально розпланований, а ніяк не стихійний) вибух народного невдоволення.
Селянська війна, що принесла повсталим багато блискучих перемог мала велике значення. Клас феодалів поніс великих втрат, багато його представники загинули або втратили свої володіння, владу і майно; правляча династія була повалена. Повстання, протягом декількох років вирували по всій країні, тимчасово звільнили селян від непосильного гніту. Вони перестали платити податки, недоїмки скарбниці і борги лихварям, перестали працювати на своїх панів. Розпадання танської системи обліку та оподаткування створило для хліборобів сприятливіші умови господарювання. Ретельна обробка раніше виснажених полів приносила великий урожай. Застій в економіці змінився деяким підйомом, але не помітним. Селянська війна в IX ст. за своєю напруженістю і розмахом не мала прецеденту в історії середньовічного Китаю. Селянська війна зазнала поразки. Вона увійшла в історію як одна з найбільших селянських воєн. У результаті напруженої боротьби державній бюрократичній машині було завдано серйозного удару, від якого Танська імперія так і не змогла оправитися. Останні роки правління Танської династії були агонією.